# Hősök tere (Balassagyarmat)
A balassagyarmati Hősök tere a város egyik közterülete, a Trikál József, a Nagy Iván, a Petőfi Sándor és a 16-os honvéd utcák határolják. A teret 1937-től hívják Hősök terének, előtte 1900-tól, 1937-ig Madách tér volt a neve.

## Története
Balassagyarmaton a 20. század új lakótelepek kezdtek el létrejönni, így az Otthontelep is. A telep rendezése során egy kellemes teret hoztak létre, ami a Madách tér nevet kapta. A Madách téren egy kettős fasorral szegélyzett sétányt, a Madách sétányt is kialakítottak.
A 16-os honvéd és népfelkelő gyalogezred bajtársi bizottsága a 16-os honvéd emlékművét kívánta felállítani Balassagyarmaton, ugyanis az ezred egyetlen magyar kézben maradt zászlóalja itt volt. A budapesti emlékműbizottság kérte a vármegyét és a várost, hogy járuljanak hozzá az emlékmű megépítésében. A vezetés a Madách teret jelölte ki a szobor helyéül, amit végül 1937-ben avattak fel. Ekkor nevezték át a Scitovszky utca egy részét 16-os honvéd utcára és a Madách teret Hősök terére, amit az emlékműbizottság eredetileg 16-os honvéd térre változtatta volna. 1967-ben a 16-os honvéd szobrát átszállították a Palóc ligetbe, és a térre a szovjet hősök emlékművet állították, később a környéken eltemetett szovjet katonákat itt helyezték el.
1990-ben a szovjet emlékművet eltávolították, az itt eltemetett 176 katonát pedig áthelyezték a balassagyarmati katonai temetőbe, a 16-os honvéd emlékművet visszaállították a Palóc ligetből. 2014-ben, az első világháború kitörésének 100. évfordulóján elkezdték felújítani a szobrot és a környezetét.

## Források

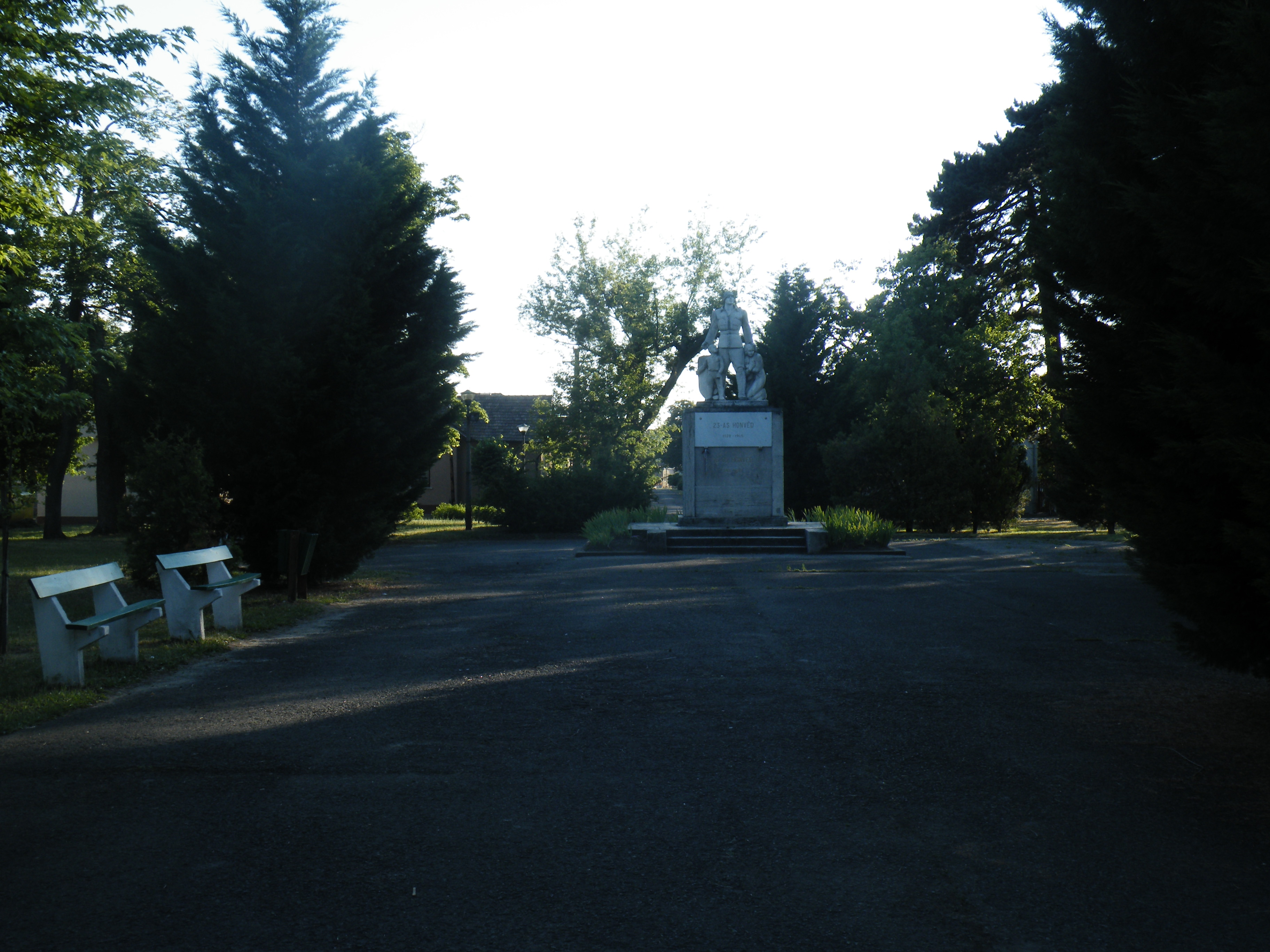